# Salih Özcan
Salih Özcan (Keulen, 11 januari 1998) is een Turks-Duits voetballer die doorgaans als offensieve middenvelder speelt. Hij stroomde in 2016 door vanuit de jeugd van FC Köln.

## Clubcarrière
Özcan werd geboren in Keulen en speelde in de jeugd bij SC West Köln en FC Köln. In januari 2016 debuteerde hij in het tweede elftal van FC Köln. Op 21 september 2016 vierde de Duits jeugdinternational zijn debuut in de Bundesliga tegen Schalke 04. Enkele dagen later verlengde hij zijn contract tot 2020. Zijn eerste basisplaats volgde op 3 december 2016 tegen Hoffenheim.

## Interlandcarrière
Özcan kwam reeds uit voor diverse Duitse nationale jeugdelftallen. In 2022 debuteerde hij voor het Turkse elftal.